# Rådhustorget, Umeå

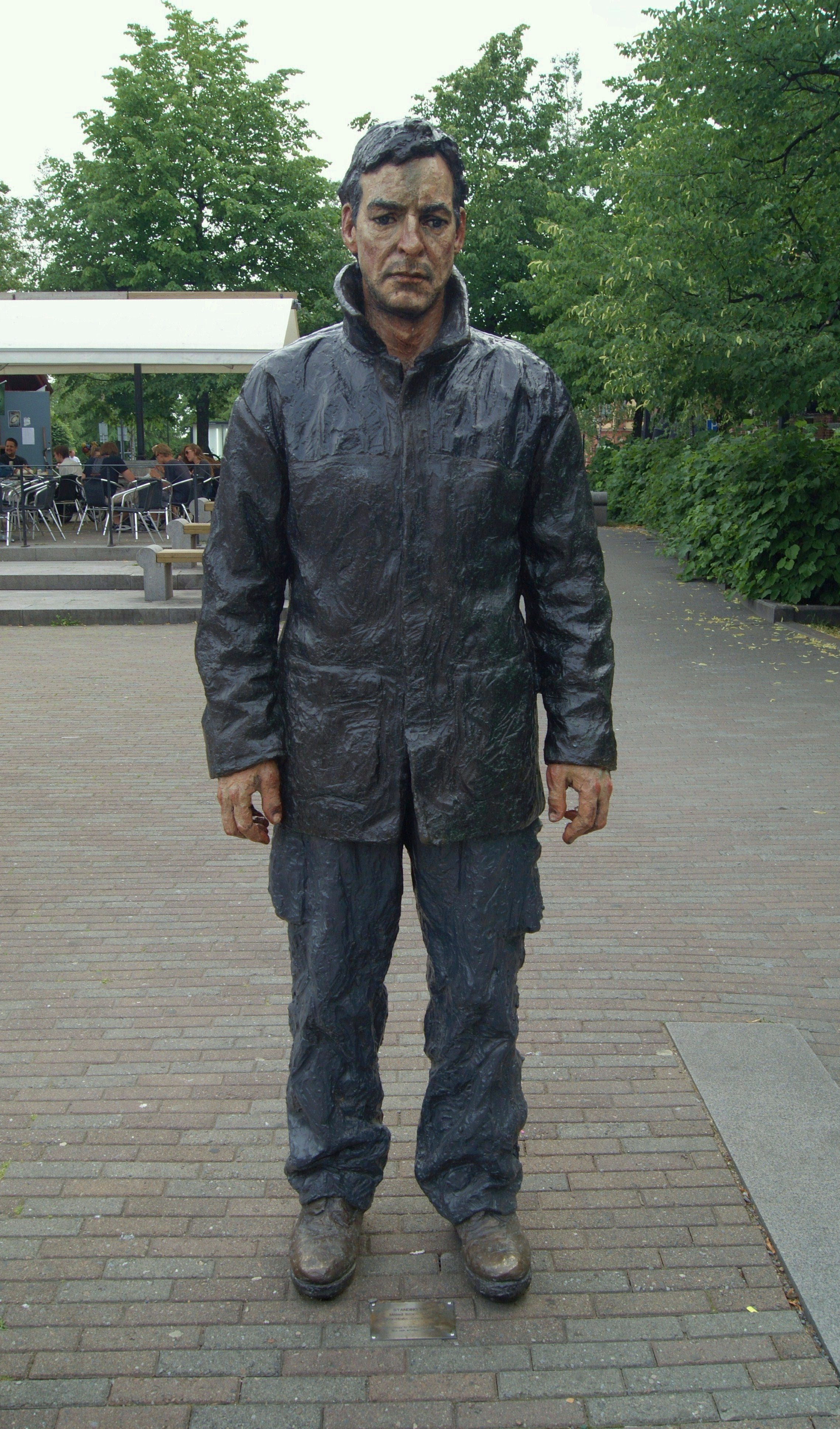
Statyn Standing Man står på Rådhustorget.

Rådhustorget är ett torg beläget norr om Umeå rådhus med daglig torghandel. Kungsgatan går genom torget i öst-västlig riktning och Rådhusesplanaden har sin södra ände vid Rådhustorget. 
Rådhustorget fick sitt nuvarande läge efter stadsbranden 1888. Fram till 1970-talet, då Kungsgatan byggdes om till gågata, fungerade denna gata samt Östra och Västra Rådhusgatan som inramning för själva torget. 
Rådhustorget byggdes delvis om på 1980-talet, med ny markbeläggning och terrasseringar i söder och väster; den senare kom att tjäna som både scen och sittplats, som i folkmun kallades Apberget . Under åren 2016–2017 byggdes torget om från grunden, i huvudsak enligt planer utformade av landskapsarkitekt Thorbjörn Andersson.

## Apberget
Tidigare fanns i skarven mellan Rådhustorget och Rådhusesplanaden en upphöjd terrass med trappor och talarstol –  "Apberget" – som bland annat använts för politiska möten och uppträdanden. Trots protester revs Apberget hösten 2013, för att underlätta reparation av vatten- och högspänningsledningar till gallerian Utopia som då var under uppbyggnad. En bakgrund till protesterna var att Apberget länge fungerat både som viloplats, träffpunkt och scen för kulturevenemang. Bland annat samlades där tusentals deltagare för en stor manifestation mot nazism under hösten 2013, sedan Svenska motståndsrörelsen tågat i Umeå.
På grund av det massiva motståndet mot rivningen av Apberget startade kommunen ett dialogmöte om hur platsen där apberget tidigare låg skall se ut. Något "nytt apberg" fanns dock inte med i de planer på ombyggnad av torget som beslutades  hösten 2015. I väntan på ombyggnaden av torget finns istället, vid skulpturen Standing Man, en upphöjd plats som fungerar som scen.

## Glashuset
Från 2010 till februari 2015 stod ett glashus på Rådhustorget som – framför allt under 2014, då Umeå var Europas kulturhuvudstad – fungerade som kulturhus för aktiviteter, där olika organisationer kunde boka plats och tid. Vid en auktion i januari 2015 såldes glashuset till konferensanläggningen Granö Beckasin.

## Metoo-monumentet Listen
2019 invigdes skulpturen Listen av konstnären Camilla Akraka på torget. Skulpturen beställdes av Umeå kommuns kulturnämnd och ska symbolisera ett ställningstagande mot sexuella trakasserier, i linje med Metoo-rörelsen.

## Fler bilder från Rådhustorget

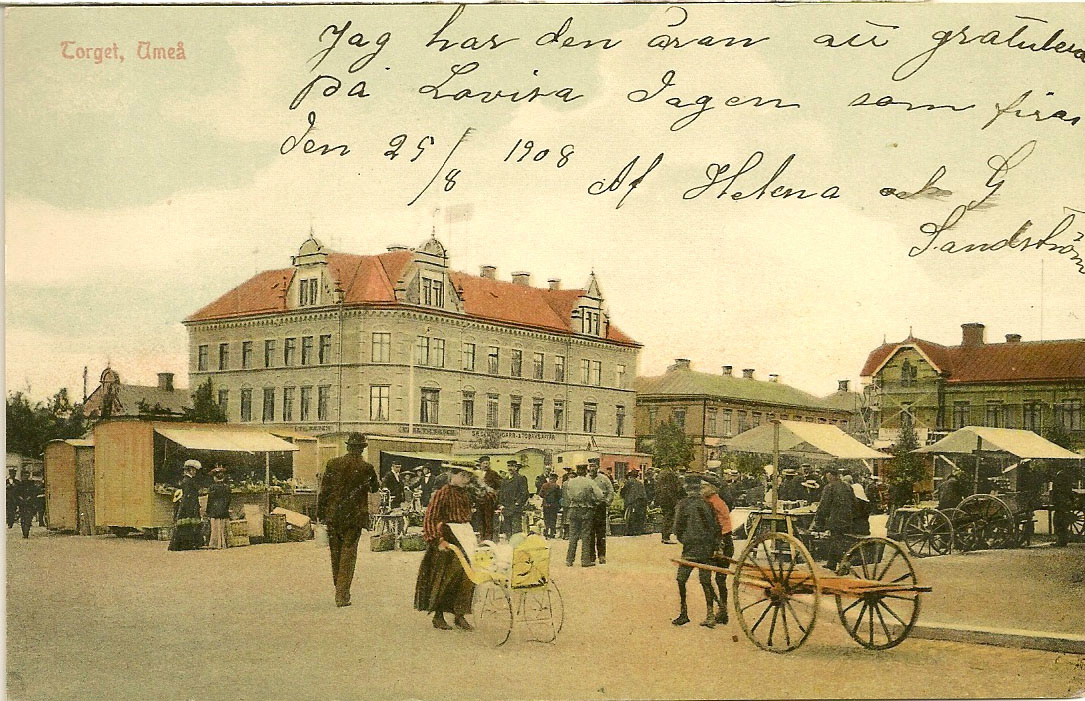
Handkolorerat vykort, 1908.
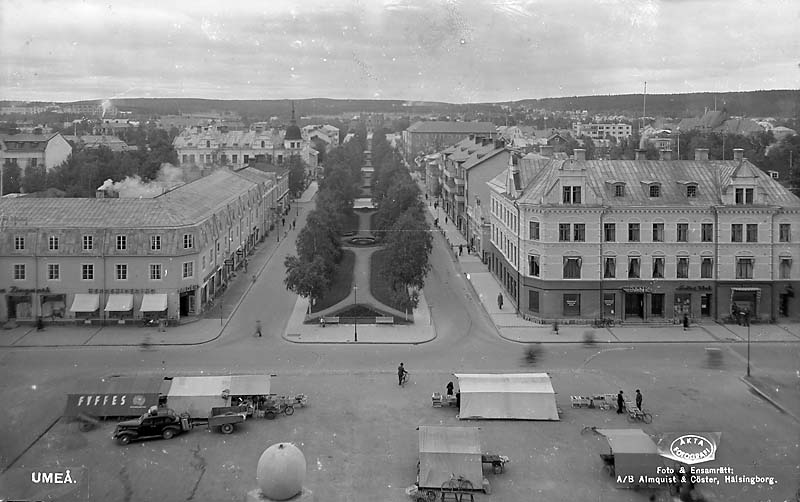
Rådhustorget sett från Rådhuset. 1940-tal.
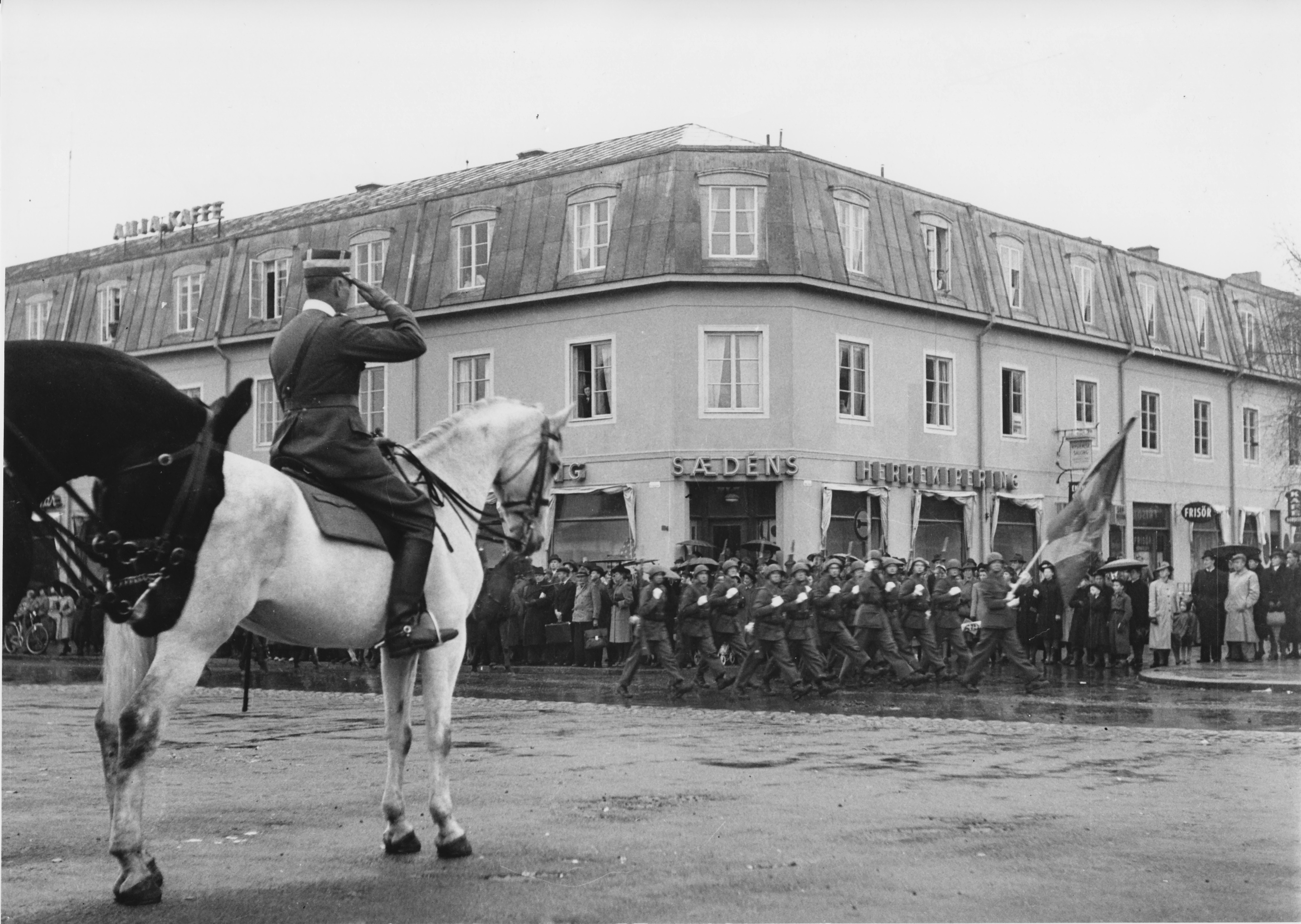
Generalmajor Nils Rosenblad och Västerbottens regemente, 1942.
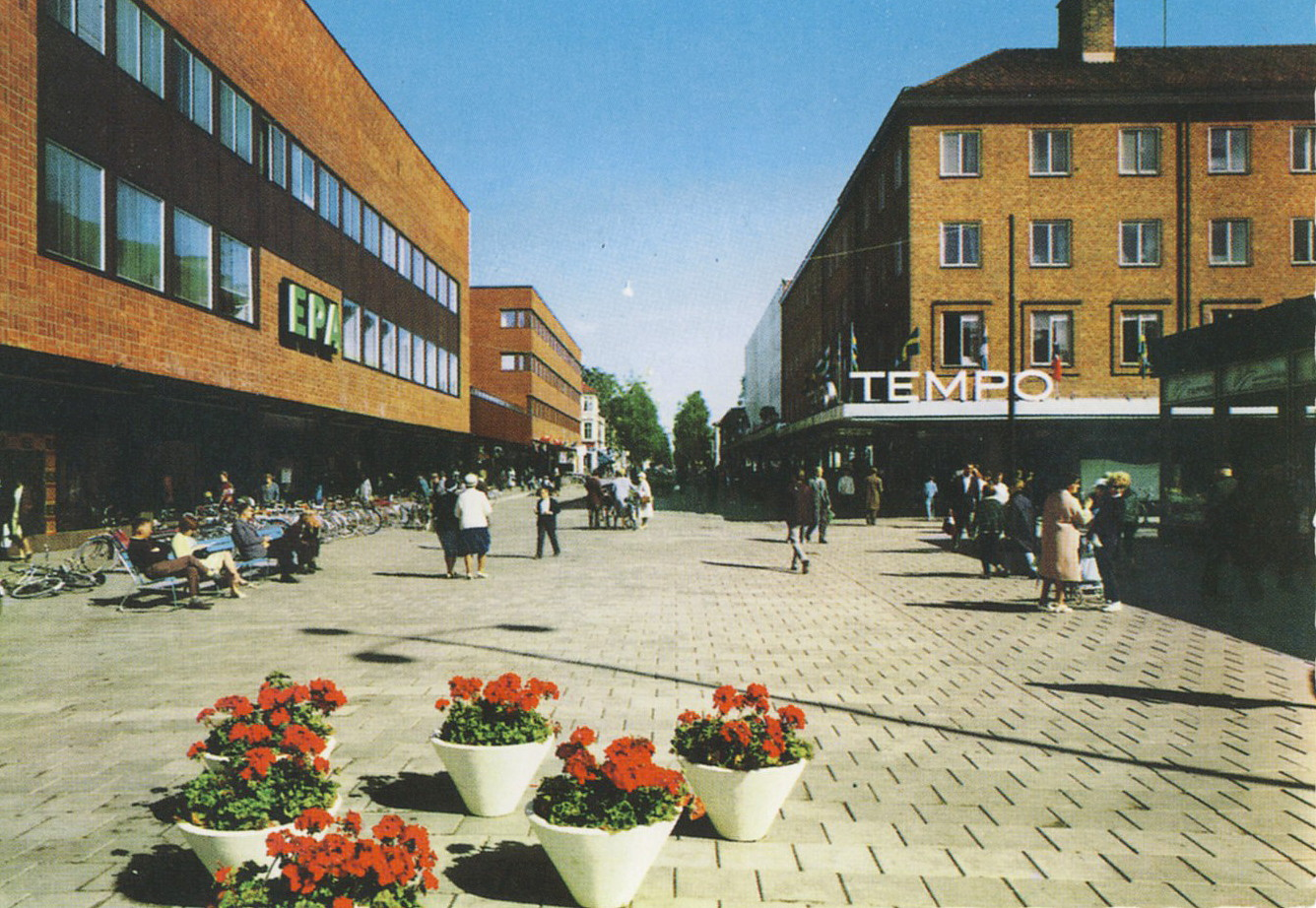
Rådhustorget, tidigt 1960-tal.
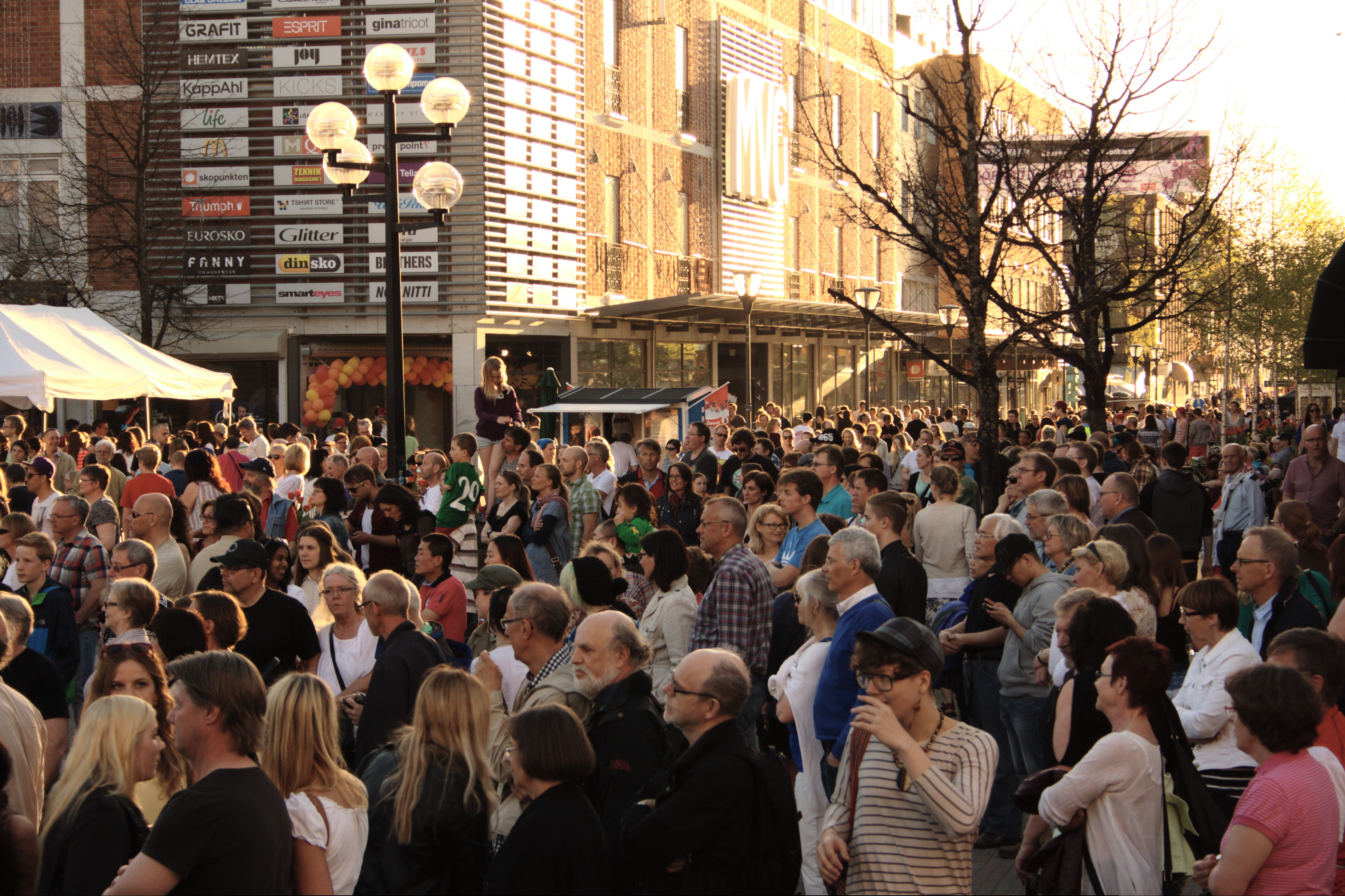
Kulturnatta, 2013.
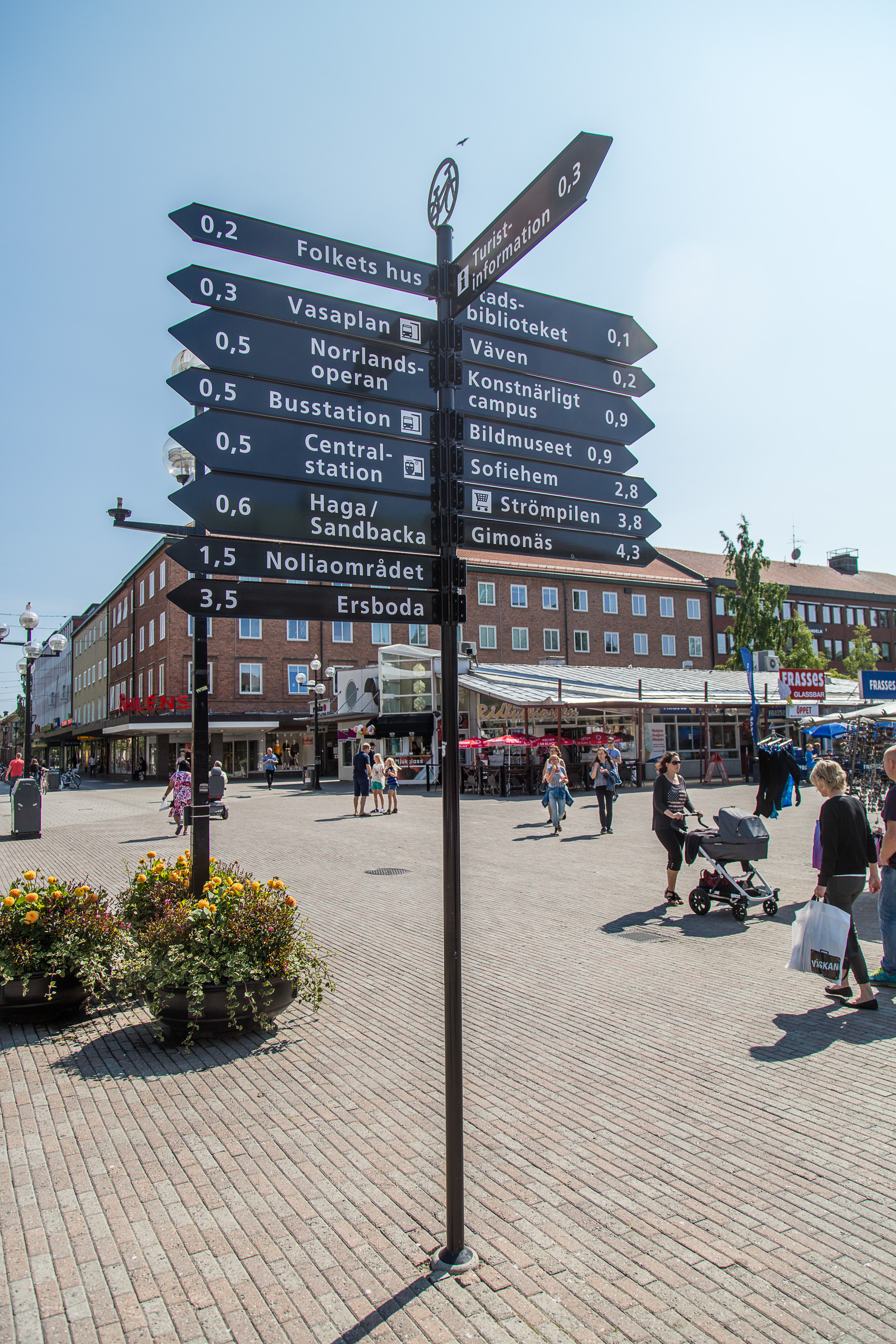
Nära till mycket, 2015.